# Medalla de Servicio de Ocupación de la Armada
La Medalla de Servicio de Ocupación de la Armada (en inglés: Navy Occupation Service Medal) es una medalla militar de la Armada de Estados Unidos que fue entregada al personal de la Armada, del Cuerpo de Infantería de Marina y de la Guardia Costera que hubieren participado en las fuerzas de ocupación en Europa y Asia después del fin de la Segunda Guerra Mundial. Esta medalla también fue entregada al personal que desempeñó servicio en Berlín Occidental entre el año 1945 y el año 1990. La Medalla del Ejército de Ocupación es el equivalente de esta medalla para el ejército y la fuerza aérea.

## Criterios
No más de una Medalla de Servicio de Ocupación de la Armada puede ser entregada a un individuo. Tampoco puede ser entregada la Medalla del Ejército de Ocupación a un miembro del servicio que ya tenga la Medalla de Servicio de Ocupación de la Armada o viceversa.
La medalla tiene autorizadas dos barras de servicio: Europa y Asia. Si el miembro del servicio es elegible ambas barras pueden ser llevadas encima de la medalla. El Distintivo del Puente Aéreo a Berlín puede ser autorizado a ser usado sobre las medallas de ocupación del ejército y de la armada para indicar la participación en el apoyo directo del puente aéreo a Berlín entre los años 1948 y 1949, durante 90 o más días consecutivos de servicio permanente o temporal en unidades que habían sido designadas como participantes en apoyo directo al Puente Aéreo a Berlín entre el 26 de junio de 1948 al 30 de septiembre de 1949

### Barra europea
Para poder ser elegible para recibir la Medalla de Servicio de Ocupación de la Armada con la barra "Europa", debían haber servido en las áreas geográficas siguientes, y dentro de las fechas que se indican.
- Italia (8 de noviembre de 1945 al 15 de diciembre de 1947)
- Trieste (8 de mayo de 1945 al 25 de octubre de 1954)
- Alemania (8 de mayo de 1945 al 5 de mayo de 1955)
- Austria (8 de mayo de 1945 al 25 de octubre de 1955)
- Berlín Occidental (8 de mayo de 1945 al 3 de octubre de 1990)

### Barra asiática
La barra "Asia" estaba autorizada para cualquier servicio desempeñado en el Teatro de Extremo Oriente entre el 2 de septiembre de 1945 y el 27 de abril de 1952. Esto incluía servicio en Corea, sin embargo a aquellos miembros del servicio a los cuales le fue entregada la Medalla de Servicio Coreano no se les podía entregar la Medalla del Ejército de Ocupación o la Medalla de Servicio de Ocupación de la Armada por el mismo periodo de servicio.

## Apariencia
La medalla es de bronce y mide 1,25 pulgadas (31,75 mm) de ancho. En el anverso, aparece el dios Poseidón montado sobre un caballo marino con las palabras "OCCUPATION SERVICE" (en castellano: SERVICIO DE OCUPACIÓN") inscritas en la parte inferior, y fue diseñada por  A.A. Weinman. Una barra de bronce de 0,125 pulgadas (3,175 mm) de ancho y de 1,5 pulgadas (38,1 mm) de largo con la palabra "EUROPE" o "ASIA" (en castellano "EUROPA" o "ASIA") es llevada en la cinta de suspensión de la medalla para indicar servicio en Europa o el Extremo Oriente. La cinta es de 1,375 pulgadas (34,925 mm) de ancho con dos franjas blancas delgadas en los bordes y dos franjas más gruesas en el medio, la primera siendo de color negra y la segunda de color escarlata.